# Stobaeus
Stobaeus eller Stobæus är namnet på en svensk släkt.
Släkten Stobaeus härstammar från en Lauritz, som under 1570-talet levde i Hedenstad by och socken i Hatting härad av Veile amt på dåvarande Jutland. Omkring 1579, föddes där hans son Jens Lauritzsen Hedenstadensis, som levde ännu 1673 och blev kyrkoherde i Stoby och Sandby i Skåne. Han gifte sig med Sidsel eller Cecilia Christophersdotter och deras barn antog släktnamnet efter Stoby. Med henne fick han eventuellt femton barn, däribland sonen Andreas Stobæus, professor i romersk vältalighet (1642-1714), vars son landshövding Laurentz Christoffer Stobaeus adlades med namnet Stobée.
En annan son blev far till professorerna Kilian Stobæus och Nils Stobæus, samt förfader till Kilian Stobæus d.y. och Andreas Peter Stobæus.
En yngre släktgren av Stobeaus startar med sönerna till Mariana Stobaeus i hennes andra giftermål, med Anders Jönsson (1648-1691).
Namnet bars också av en antologisammanställare under antiken, Johannes Stobaeus.

## Personer med namnet Stobaeus
- Johannes Stobaeus, antologisammanställare (500-talet)
- Andreas Stobæus, professor i romersk vältalighet med mera (1642-1714)
- Jöns Stobæus (1667–1734), affärsman och politiker
- Kilian Stobæus (d.ä.), professor i naturalhistoria med mera (1690-1742)
- Kilian Stobæus d.y., professor i obstetrik (1717-1792)
- Kristina Stobaeus, sångerska
- Nils Stobæus, professor i romersk vältalighet m m. (1694-1754)
- Andreas Peter Stobæus, professor i romersk vältalighet m m. (1732-1799)